# Семуссак
Семусса́к (фр. Semoussac) — коммуна во Франции, находится в регионе Пуату — Шаранта. Департамент коммуны — Шаранта Приморская. Входит в состав кантона Мирамбо. Округ коммуны — Жонзак.
Код INSEE коммуны — 17424.

## Население
Население коммуны на 2010 год составляло 284 человека.
| 1962 | 1968 | 1975 | 1982 | 1990 | 1999 | 2010 |
| ---- | ---- | ---- | ---- | ---- | ---- | ---- |
| 321  | 277  | 251  | 243  | 212  | 220  | 284  |